# Murray SawChuck
Murray John Sawchuck(n. 25 noiembrie 1973, Burnaby, Columbia Britanică, British Columbia, Canada) numele de scenă Murray SawChuck) este un iluzionist de scenă, magician, comedian, actor și gazdă. Cu sediul în Las Vegas, SawChuck s-a autodenumit „Dennis, amenințarea magiei”, iar spectacolele sale constau deseori într-un amestec de „nenorociri comice” care duc la iluzii și trucuri magice.
 A fost prezentat în cel de-al cincilea sezon al America's Got Talent și este istoricul magiei rezident pe Pawn Stars. SawChuck a apărut și ca antrenor magic în cinci episoade din seria VH1 Celebracadabra, [3] și a fost o stea invitată în emisiuni precum Reno 911 !, Last Comic Standing, [4] Celebrity Blind Date, War of the Worlds 2 : Următorul val și inelul întunericului. În 2018, primarul din Las Vegas l-a surprins pe SawChuck cu o proclamație care a declarat ziua de 25 noiembrie Murray Ziua Magicianului. [5] SawChuck are în prezent un spectacol rezident la Hotelul Tropicana [6] și face turnee regulate în întreaga lume.